# Soufian Moro
Soufian Moro (Amsterdam, 21 februari 1993) is een Nederlands-Marokkaans voormalig profvoetballer die als aanvaller speelt.

## Clubcarrière
Moro stapte in 2012 van de jeugd van FC Volendam over naar het beloftenteam van FC Utrecht. Daarvoor speelde hij in de jeugd bij amateurclubs ASV De Germaan en FC Blauw-Wit Amsterdam alsook in de zaal voor AORC. Hij debuteerde op 21 april 2013 in de thuiswedstrijd tegen NAC Breda. Vanaf 1 juli 2014 speelde hij bij PEC Zwolle. Bij zijn debuut (tegen zijn vorige werkgever) scoort hij vanaf eigen helft. Na één seizoen vertrok hij transfervrij naar Fortuna Sittard. Eind 2015 liet hij zijn contract ontbinden. Hierna kwam zijn profloopbaan ten einde en ging hij als amateur spelen bij IJsselmeervogels. Vanaf januari 2019 speelt Moro een half jaar op huurbasis voor DVS '33 terwijl Maurice de Ruiter de omgekeerde weg bewandeld.

## Carrièrestatistieken
| Seizoen                        | Club            | Land            | Competitie      | Competitie | Competitie | Beker | Beker | Internationaal | Internationaal | Overig | Overig | Totaal | Totaal |
| Seizoen                        | Club            | Land            | Competitie      | Wed.       | Dlp.       | Wed.  | Dlp.  | Wed.           | Dlp.           | Wed.   | Dlp.   | Wed.   | Dlp.   |
| ------------------------------ | --------------- | --------------- | --------------- | ---------- | ---------- | ----- | ----- | -------------- | -------------- | ------ | ------ | ------ | ------ |
| 2012/13                        | FC Utrecht      | Nederland       | Eredivisie      | 1          | 0          | 0     | 0     | 0              | 0              | 0      | 0      | 1      | 0      |
| 2013/14                        | FC Utrecht      | Nederland       | Eredivisie      | 0          | 0          | 0     | 0     | 0              | 0              | 0      | 0      | 0      | 0      |
| 2014/15                        | PEC Zwolle      | Nederland       | Eredivisie      | 9          | 1          | 2     | 0     | 1              | 0              | 0      | 0      | 12     | 1      |
| 2015/16                        | Fortuna Sittard | Nederland       | Eerste divisie  | 9          | 0          | 1     | 0     | 0              | 0              | 0      | 0      | 10     | 0      |
| Carrière totaal                | Carrière totaal | Carrière totaal | Carrière totaal | 19         | 1          | 3     | 0     | 1              | 0              | 0      | 0      | 23     | 1      |
| Bijgewerkt tot 11 januari 2016 |                 |                 |                 |            |            |       |       |                |                |        |        |        |        |

## Erelijst

### MetPEC Zwolle
| Competitie         | Winnaar | Winnaar | Runner-up | Runner-up |
| Competitie         | Aantal  | Jaren   | Aantal    | Jaren     |
| ------------------ | ------- | ------- | --------- | --------- |
| Nationaal          |         |         |           |           |
| Winnaar KNVB beker |         |         | 1x        | 2014/15   |